# Doctor Divago
Doctor Divago és un grup de música en castellà format a València el 1989. Interpreten música d'estil pop i rock. Els seus més de 25 anys en actiu la converteixen en una de les bandes valencianes més veteranes amb un estil propi. Al llarg de la seva trajectòria, el grup ha patit diversos canvis de formació al voltant del seu nucli fundacional: Asensio Ros, Wally: bateria, Antonio Chumillas, Chumi: harmònica i Manolo Bertrán: veu, guitarra i composició de les cançons.

## Història
En 1992 va aparèixer el seu primer treball, "Regalos vivos", amb el segell independent sevillà Trilita, tot i que abans ja havien autoeditat una maqueta ("Ejercicios de crueldad", 1990). Dos anys més tard, el seu segon elepé, "Danzas de moda", va ser referència del segell Baladas/Su Seguro Servidor i va rebre el premi al Millor disc de l'any 95 en el programa "Rock’ompilas" de Radio Salobreña (Granada).
En 1996 van entrar a gravar el seu tercer llarg, "El loco del chándal", en els estudis Experience d'Alboraia. Aquest disc va ser guardonat amb el premi al "Millor disc de rock de l'any 97" en el programa La sustancia verde (Canal 25-ràdio). L'edició d'aquest tercer treball va anar a càrrec de la independent mallorquina Sonic recordings.
Després d'una reestructuració interna, el seu quart àlbum va veure la llum al març de 2000 de la mà del segell valencià Criminal Records. Es va titular "El cuarto trastero".
Ja en l'any 2001 va aparèixer "Versión 5.0", un treball recopilatori que inclou cançons noves, revisions de temes antics, versions especials i cançons inèdites. Dos anys més presentarien "Un minuto antes de la realidad", que va arribar precedit per un senzill els temes del qual mostren l'estil de Doctor Divago, "Tu otra mitad" i "Pondré los ojos en blanco".
Els videoclips de temes com "No tan bueno", "Tirando a dar", "En otra vida", "Con un miedo líquido en la mirada", "Un minuto antes de la realidad", "Silencio", "La habitación de Charo", "El asesino tocaba la armómica", "Los amantes faquires", "La deriva continental".. han lligat a la banda al món de la imatge mitjançant un tractament acord a la personalitat de les seves lletres i sons, en alguns casos amb excel·lents mostres d'animació videogràfica, com "En otra vida", del realitzador Jorge Blanco, premiat en el Offf film festival de 2004.
El 2003/2004 novament es produeixen canvis en la formació i entren el baixista Edu Cerdà i el guitarrista David Vie.
El 2006 presenten el seté llarg, "Revuelta Elemental" amb el segell de Saimel. I el 2008 continuen la seua prolongada tasca amb el disc "Las canciones del año que viene" (Molusco discos) que es presenta en format CD i vinil, una aposta del grup en clara sintona amb els anys 80.
El 2010 publiquen "La belleza muda de los secretos del mar", un nou àlbum amb el segell barceloní LaProduktiva.
El 2013 publiquen el seu desè àlbum: "Imperio", precisament quan l'última i més longeva formació de Doctor Divago compleix també deu anys de vida.
En 2014 compleixen 25 anys d'existència com a grup i ho celebren amb el llançament de "Especial de la casa" (Bonavena Música, 2014), disc recopilatori (CD + DVD) que recull 21 cançons seleccionades entre el millor del seu repertori i dues cançons noves gravades per a l'ocasió.
A més, el recopilatori conté el documental "Los tontos buenos tiempos", dirigit per Rubén Soler Ferrer i produït per Cápsulas musicales i Bonavena Música.
En aquest mateix any veu la llum el llibre "En tierra de nadie", escrit per Mariano López Torregrosa i editat per Carena editors.
Entre 2014 i 2015 la banda celebra el seu 25 aniversari per diferents escenaris espanyols, amb festes commemoratives a Madrid i València, a part d'una gira dins el programa Artistas en Ruta de l'AIE que recorre altres ciutats, i visita per tercera vegada en la seva carrera els CONCIERTOS DE RÀDIO 3 a LA 2 de TVE.
En 2017 anuncien la preparació d'un nou treball per a aquest mateix any. El disc apareix el gener de 2018 sota el títol "Complejo alquería frailes 13".
A part d'aquests treballs propis, el grup ha posat la seva música al servei un bon nombre de discos recopilatoris, entre els quals destaquen un tribut a Los Brincos, un homenatge a La Movida, "La recopilación necesaria" de Radio Funny, diversos números del Fancomic, un disc dedicat a Bob Dylan i un homenatge a The Beatles editat pel segell alemany Pink Lemon. Alguns dels seus components han format part de les bandes d'acompanyament de músics com els californians Chris Von Sneidern i Ray Brandes, l'australià Joe Algieri i el valencià Sr. Mostaza.
Al llarg de la seva dilatada trajectòria, Doctor Divago ha participat en diversos concursos. Entre uns altres, cap destacar la seva presència en la fase final del Vila de Bilbao de 1995, diverses edicions del Circuit Rock de la Comunitat Valenciana i el seu "Premi a la millor banda valenciana" en el València Sona de 1999, organitzat per Roxy Records i l'empresa cervesera San Miguel.
El treball d'aquesta puntera banda valenciana ha estat reconegut i lloat per la crítica especialitzada a nivell local, estatal i internacional.

## Discografia
- 1992 - Regalos Vivos (Trilita)
- 1994 - Danzas de moda (Baladas/Su Seguro Servidor)
- 1997 - El loco del chándal (Sonic Recordings)
- 2000 - El cuarto trastero (Criminal Records)
- 2001 - Versión 5.0
- 2003 - Un minuto antes de la realidad
- 2006 - Revuelta elemental (Saimel)
- 2008 - Las canciones del año que viene (Molusco discos)
- 2010 - La belleza muda de los secretos del mar (La Produktiva)
- 2013 - Imperio (Bonavena Música)
- 2014 - Especial de la casa (Bonavena Música)
- 2018 - Complejo alquería frailes 13 (Bonavena Música)